# Wendy Richard
Wendy Richard, właśc. Wendy Emerton (ur. 20 lipca 1943 w Middlesbrough, zm. 26 lutego 2009 w Londynie) – brytyjska aktorka, najbardziej znana ze swej pracy w telewizji, zwłaszcza występów w serialach Are You Being Served? i EastEnders.

## Kariera
Miała 11 lat, kiedy jej ojciec popełnił samobójstwo. W wieku 15 lat zrezygnowała ze zdobywania tradycyjnego wykształcenia i zapisała się do prywatnej szkoły aktorskiej, zarabiając na czesne jako pracownica domu mody. Jeszcze jako uczennica grała małe rólki w telewizji, ale jej prawdziwym debiutem był udział w serialu Stranger on the Shore, a następnieThe Newcomers. W latach 60. występowała też gościnnie w kilku sitcomach, zagrała także w dwóch filmach kinowych z popularnej serii Carry On. W 1962 piosenka Come Outside, którą nagrała w duecie z Mikiem Sarne'em, przez dwa tygodnie zajmowała pierwsze miejsce na brytyjskiej liście przebojów.
Szeroką popularność zdobyła w latach 70. za sprawą emitowanego łącznie przez 13 lat (1972-85) serialu Are You Being Served?, w niezwykle karykaturalny sposób opowiadającego o perypetiach pracowników pewnego ekskluzywnego domu towarowego w Londynie. Richard wcielała się w postać niezwykle ponętnej panny Shirley Brahms, młodszej ekspedientki w dziale odzieży damskiej. Choć przyjmując tę rolę aktorka miała już 30 lat, dzięki niej stała się dla widzów w kilku krajach symbolem seksu. Siedem lat po zamknięciu serialu, w 1992 Richard oraz czworo jej kolegów z planu powróciło do swych dawnych postaci, aby opowiedzieć o ich dalszych losach w serialu Grace and Favour, emitowanym w dwóch seriach do roku 1993.
W 1985 przyjęła zaproszenie do obsady powstającego wówczas serialu EastEnders, który szybko stał się sztandarową operą mydlaną telewizji BBC. Grała tam jedną z głównych bohaterek – Pauline Fowler. Występowała w EastEnders przez blisko 22 lata, dopiero w lipcu 2006 ogłaszając decyzję o zamknięciu tego rozdziału swojej kariery (ostatni odcinek z jej udziałem został wyemitowany w Boże Narodzenie'2006). W 2007 specjalnie na jej prośbę David Croft napisał pilotażowy odcinek serialu Here Comes the Queen, w którym miała grać główną rolę. Nie udało się jednak znaleźć stacji telewizyjnej zainteresowanej tym projektem, wobec czego nigdy nie wszedł do stałej emisji, produkcja ograniczyła się do pilota.

## Życie prywatne
Richard była znana ze swoich konserwatywnych poglądów politycznych, zwłaszcza poparcia dla Margaret Thatcher. Kiedy w jednym z odcinków EastEnders jej postać miała wygłosić antyrządową tyradę, odmówiła zagrania tej sceny. Była czterokrotnie zamężna. Trzy pierwsze małżeństwa kończyły się rozwodami.
W 1996 zdiagnozowano u niej raka piersi. Po leczeniu operacyjnym jej stan zdrowia się poprawił, ale w 2002 nowotwór zaatakował ponownie. W 2005 lekarze uznali ją za całkowicie wyleczoną, lecz po trzech latach nastąpił kolejny nawrót. Tym razem lekarze stwierdzili liczne przerzuty, co bardzo ograniczyło jej szanse wyzdrowienia. Mając świadomość swego losu, na pięć miesięcy przed śmiercią Richard poślubiła swego wieloletniego partnera. Przez ostatnie trzy miesiące towarzyszyła jej kamera BBC, dzięki czemu powstał film dokumentalny, wyemitowany już po jej śmierci. Zmarła w londyńskiej klinice 26 lutego 2009 roku, mając 65 lat. Jeszcze tego samego dnia BBC przerwało swój normalny program, aby nadać wspomnienia o niej. W lipcu 2009 David Croft odsłonił upamiętniającą ją tablicę. Została wmurowana w ścianę budynku, w którym jej rodzice prowadzili pub, gdy była małą dziewczynką.
W roku 2000 została odznaczona Orderem Imperium Brytyjskiego